# Hemiodus semitaeniatus
Hemiodus semitaeniatus (o piau-banana ou peixe-banana) é uma espécie de peixe sul-americano de água doce.